# Dominion Astrophysical Observatory
Das Dominion Astrophysical Observatory / Observatoire fédéral d’astrophysique du Canada (DAO/OFA) ist eine Sternwarte  in Saanich, British Columbia, Kanada. Es war das erste kanadische Observatorium, welches internationale Bedeutung erreichte, und dann bis etwa Mitte des 20. Jahrhunderts eines der wichtigsten der Welt war.

## Geschichte

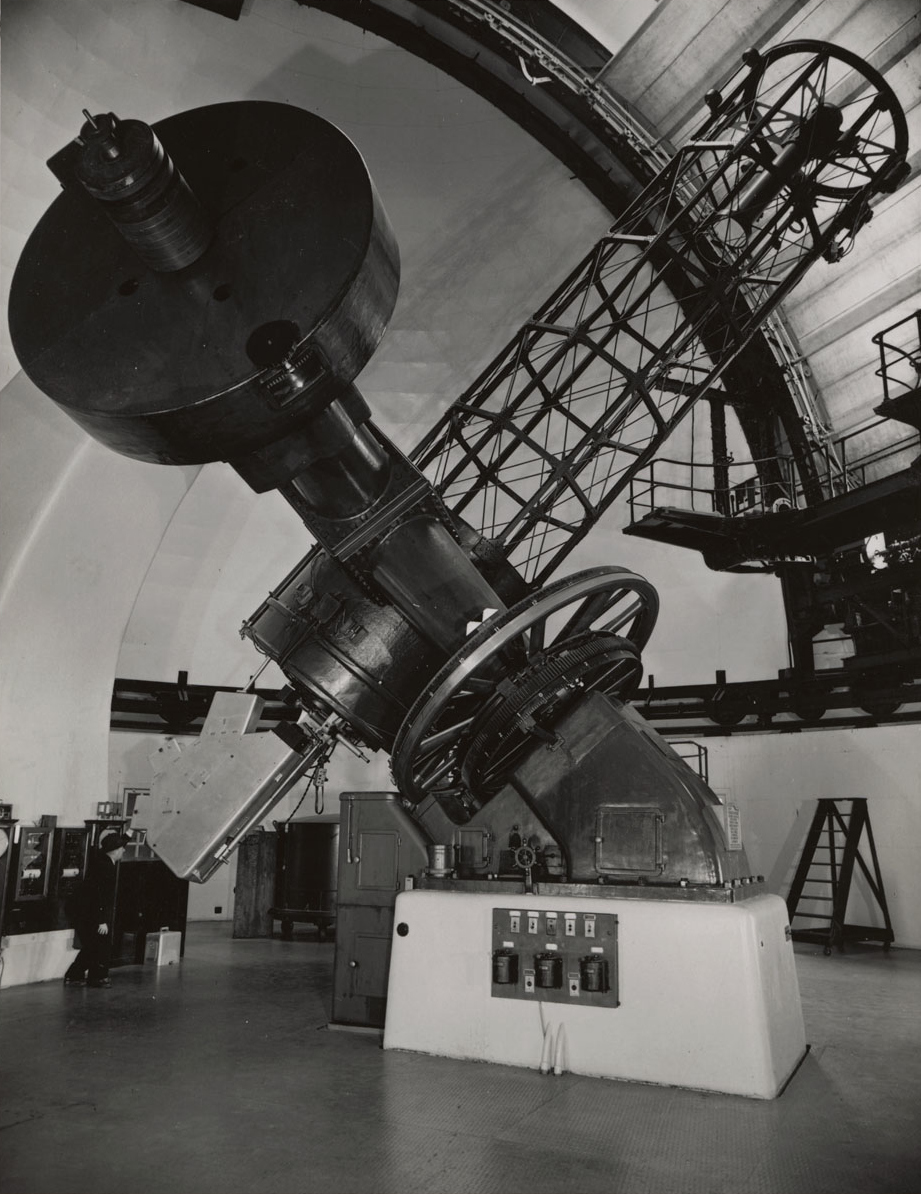
Das Plaskett-Teleskop, ein 1918 errichtetes Spiegelteleskop mit einem Durchmesser von 72 Zoll

Das Observatorium  wurde 1918 von der Regierung  auf Initiative und nach Entwürfen von John Stanley Plaskett errichtet.
Die Sternwarte verfügt über ein 72-Zoll-Spiegelteleskop (1,8 Meter), das Plaskett-Teleskop von 1918, seinerzeit zweitgrößtes weltweit. Im Jahr 1962 erwarb die Sternwarte dann ein zweites Teleskop mit einem Durchmesser von 48 Zoll (1,22 m). Ausgestattet mit nur einem Spektroskop wurde es hauptsächlich verwendet, um Doppelsterne studieren.
Im Jahre 1970 wurde die Verantwortung für das Observatorium an das National Research Council of Canada übertragen.
1981 wurde noch ein zusätzliches 40-cm-Teleskop installiert.
Seit 1995 ist es Sitz des Herzberg Institute of Astrophysics.
Das Observatorium wurde am 12. Januar 2001 zur National Historic Site of Canada erklärt. Die Internationale Astronomische Union erklärte es wegen seiner astronomiegeschichtlichen Bedeutung zum Outstanding Astronomical Heritage.

## Betrieb
Es ist als Sternwarte öffentlich zugänglich. Ein Besucherzentrum, das Centre of the Universe, wurde aus Geldmangel geschlossen.